# Jorge Banguero
Jorge Eliecer Banguero Viafára (Cali, 4 ottobre 1974) è un ex calciatore colombiano, di ruolo difensore.